# كازوشي إسوياما
كازوشي إسوياما (باليابانية: 磯山 和司) (8 يناير 1975 في اليابان – )؛ هو لاعب كرة قدم ياباني سابق كان يلعب كمهاجم.

## وصلات خارجية
- كازوشي إسوياما على موقع رابطة كرة القدم اليابانية للمحترفين (اليابانية)
- كازوشي إسوياما على موقع عالم كرة القدم.نت (الإنجليزية)